# Beautiful Disaster
Beautiful Disaster (no Brasil, Belo Desastre; em Portugal, Um Desastre Maravilhoso) é um romance escrito pela norte-americana Jamie McGuire. Publicado originalmente em 2011, este livro conta a história de um casal onde Abby Abernathy é apresentada ao leitor como uma boa garota. Ela se muda de Wichita, Kansas, para estudar bem longe, na Faculdade Eastern, colocando o objetivo de se distanciar do seu passado em perigo no momento em que conhece e faz uma aposta com o badboy da universidade, Travis Maddox.
O best-seller do New York Times só nos Estados Unidos vendeu 500 mil exemplares e 50 mil no Brasil pela Verus Editora. O livro que conta a história pela visão de Travis, "Desastre Iminente", lançado em abril de 2013 já vendeu 28 mil exemplares e figura na lista dos mais vendidos, enquanto a sequência "A Beautiful Wedding" está prevista para ser lançada entre março e junho de 2014.

## Sinopse
A nova Abby Abernathy é uma boa garota..
Abby acredita que seu passado sombrio está bem distante, mas, quando se muda para uma nova cidade com America, sua melhor amiga, para cursar a faculdade, seu recomeço é rapidamente ameaçado pelo badboy da universidade.
Travis Maddox, com seu abdômen definido e seus braços tatuados, é exatamente o que Abby precisa – e deseja – evitar. Ele passa as noites ganhando dinheiro em um clube da luta e os dias seduzindo as garotas da faculdade. Intrigado com a resistência de Abby ao seu charme, Travis a atrai com uma aposta. Se ele perder, terá que ficar sem sexo por um mês. Se ela perder, deverá morar no apartamento de Travis pelo mesmo período.
Qualquer que seja o resultado da aposta, Travis nem imagina que finalmente encontrou uma adversária à altura.